# بهاری
بهاری یک نام خانوادگی‌ست. افراد شاخص با این نام از این قراراند:
- شیخ محمد بهاری ؛ عارف مشهور
- محمد باقر بهاری ؛ مجاهد مشروطه خواه
- مازیار بهاری
- علی‌اصغر بهاری